# Movimiento Popular Contra la UE
El Movimiento Popular Contra la UE (en danés: Folkebevægelsen mod EU) es una asociación política euroescéptica danesa. Fue fundado en 1972 como una plataforma de campaña trasversal para votar "no" en el referéndum sobre la membresía en la Comunidad Económica Europea. El Movimiento Popular estuvo representado en el Parlamento Europeo desde 1979 hasta 2019.
El movimiento tiene aproximadamente 3.500 miembros personales, así como miembros colectivos como partidos políticos, ONG y sindicatos (en su mayoría secciones locales). Los miembros individuales están organizados en unas 100 sucursales locales.

## Historia
El movimiento ha estado representado en el Parlamento Europeo desde 1979, cuando se introdujeron las elecciones directas. En todas las elecciones desde 1994, ha formado parte de una coalición electoral con el euroescéptico Movimiento de Junio.
Hasta 2002 formaron parte del Grupo por la Europa de las Democracias y de las Diferencias (EDD) en el Parlamento Europeo, pero luego pasaron a ser miembros asociados del Grupo Confederal de la Izquierda Unitaria Europea/Izquierda Verde Nórdica (GUE-NGL). El eurodiputado Ole Krarup declaró que el otro parlamentario danés del EDD, Jens-Peter Bonde del Movimiento de Junio, apuntaba cada vez más a "democratizar" o "mejorar" la UE, lo que según Krarup hacía imposible que el Movimiento Popular siguiera sus políticas dentro del grupo. Krarup afirmó que la membresía del grupo era un asunto principalmente técnico y que solo el grupo GUE-NGL podía asegurar la plena autonomía política del Movimiento Popular. Afirmó que la posición política transversal del movimiento no se vio afectada.
El Movimiento Popular es miembro de EUdemocrats y TEAM (la Alianza Europea de Movimientos Críticos de la UE) y el coordinador de TEAM es actualmente Jesper Morville del Movimiento Popular.
En las elecciones al Parlamento Europeo de 2019, el Movimiento Popular perdió su único escaño y, por primera vez desde 1979, no está representado en el parlamento. La pérdida fue ampliamente considerada como causada por la Alianza Roji-Verde, que tradicionalmente había apoyado al partido, pero decidió participar en las elecciones por primera vez y ganó un solo escaño. La eurodiputada titular Rina Ronja Kari reaccionó diciendo que el movimiento seguiría vivo y que "la oposición a la UE no está muerta". En octubre de 2019 se estableció el cargo de presidente y en noviembre se eligió a Susanna Dyre-Greensite para el cargo.

## Posiciones políticas
El objetivo principal del movimiento es retirar al país de la UE y volver a unirse a la Asociación Europea de Libre Comercio, a diferencia de otras organizaciones euroescépticas que esperan poder reformar o degradar la UE. Según el movimiento, apoya la democracia, el desarrollo sostenible y una mayor cooperación en organizaciones como las Naciones Unidas, la Organización para la Seguridad y la Cooperación en Europa, el Consejo de Europa y el Consejo Nórdico. Se opone firmemente al tratado de Lisboa y ha hecho campaña a favor de un referéndum danés sobre la Constitución de la UE.
El Movimiento Popular Contra la UE es un movimiento multipartidista. No se considera un partido político y afirma no estar afiliado a la escala tradicional de izquierda/derecha, por lo que no participa en las elecciones parlamentarias nacionales o locales. Su base tradicional se encuentra entre los izquierdistas y los sindicalistas, pero también hay miembros apartidistas y no socialistas, por ejemplo, del Partido Social Liberal, los Socialdemócratas o el Partido Popular Conservador. El movimiento apunta a una cooperación con otras fuerzas políticas, aunque se ha distanciado del Partido Popular Danés, euroescéptico de derecha.
El término Movimiento Popular es común en Dinamarca y no alude al socialismo, sino que significa "movimiento amplio por una causa común". Varios partidos daneses se etiquetan a sí mismos como partidos populares (folkeparti).

## Resultados electorales
| Elección | Votos        | Porcentaje | Escaños | +/- |
| -------- | ------------ | ---------- | ------- | --- |
| 1979     | 365,760 (#2) | 20,9%      | 4/16    |     |
| 1984     | 413,808 (#2) | 20,6%      | 4/16    | 0   |
| 1989     | 338,953 (#2) | 18,9%      | 4/16    | 0   |
| 1994     | 214,735 (#5) | 10,3%      | 2/16    | 2   |
| 1999     | 143,709 (#6) | 7,3%       | 1/16    | 1   |
| 2004     | 97,986 (#8)  | 5,2%       | 1/14    | 0   |
| 2009     | 168,555 (#6) | 7,2%       | 1/13    | 0   |
| 2014     | 183,724 (#6) | 8,1%       | 1/13    | 0   |
| 2019     | 102,101 (#8) | 3,7%       | 0/14    | 1   |